# Шмыкова, Варвара Романовна
Варвара Романовна Шмыкова (род. 24 февраля 1992, Москва) — российская актриса театра и кино.

## Биография
Варвара Шмыкова родилась 24 февраля 1992 года в Москве в многодетной семье (3 брата и 2 сестры). До 11 лет она занималась рукопашным боем, армрестлингом. Увлекалась футболом, как полузащитница выступала за футбольную сборную района Северное Тушино.

В школе был такой случай. Однажды в первом классе со мной случилась такая история. Учитель физкультуры Михаил Антоныч, который знал и моего старшего брата, и маму, зная о моих способностях, вызвал во время другого урока, чтобы продемонстрировать старшему классу то, что я умею подтягиваться. Я подтянулась тогда 20 раз, была очень сильной девочкой.

С 2004 по 2010 год играла в Детском музыкальном театре юного актёра (МТЮА) была задействована в 5 репертуарных мюзиклах: «Оливер Твист», «Том Сойер», «В детской», «Московская история», «Сон о дожде».
В 2010—2011 годах училась в ГИТИСе на эстрадном факультете, актёрско-режиссёрский курс (мастера Валерий Борисович Гаркалин и Борисов Михаил Борисович). Ушла по собственному желанию.
После чего только с четвертого раза поступила в Школу-студию МХАТ — на курс Виктора Анатольевича Рыжакова. Из курса выросла молодая труппа «Июльансамбль». Сейчас Варвара — ведущая актриса проекта.
Снималась в передаче «Умницы и умники» на Первом канале в качестве помощницы ведущего. Работала в антрепризе «Дублёр» с такими актёрами, как Владимир Большов, Евгения Добровольская, Оскар Кучера и Виктор Логинов.
В кинематографе актриса дебютировала в детективном сериале «Дело Крапивиных», который впервые был показан на НТВ в 2010 году. Затем последовали небольшие роли в таких проектах, как лирическая комедия «Голубка», драма «Кино про Алексеева» режиссёра Михаила Сегала и «Нелюбовь» Андрея Звягинцева.
В 2019 году Варвара Шмыкова сыграла одну из ключевых ролей в сериале «Чики», режиссёром которого выступил Эдуард Оганесян. Коллегами по съёмочной площадке Варвары стали Ирина Носова, Ирина Горбачёва и Алёна Михайлова.
Озвучивала мультфильм «Феи», сериалы «Ханна Монтана» и «High school musical». Участвует в проекте #Стихоз.

## Личная жизнь
До 2021 была замужем за оператором Евгением Козловым, с которым познакомилась в июле 2011 года. Сын Корней родился в 2017 году в Лос-Анджелесе и имеет двойное гражданство.
В марте 2022 года вышла замуж за диджея Даниила Радлова. 11 июня 2023 года у пары в Аргентине родился сын, которого назвали Лука.

## Общественная деятельность
Принимает активное участие в социальных проектах и поддержке благотворительных фондов. В 2020 году участвовала в благотворительной воскресной тренировке с Футбольным клубом GirlPower, вырученные средства передали фонду «Насилию.нет». В 2021 году выступила в защиту Алексея Навального, поддержала протесты против репрессий в отношении политика. В 2022 году выступила против вторжения России на Украину и переехала жить за границу.

## Театральные работы
| Год  | Название                      | Режиссёр                                | Роль                           | Театр                           |
| ---- | ----------------------------- | --------------------------------------- | ------------------------------ | ------------------------------- |
| 2014 | Несовременный Концерт         | Виктор Рыжаков                          |                                | Учебный театр школы-студии МХАТ |
| 2014 | Платонов. Встреча первая      | Савва Чеботарь                          | Тамара/Роза                    | Учебный театр школы-студии МХАТ |
| 2014 | Фолкнер. Тишина               | Виктор Рыжаков                          | Дилси                          | Учебный театр школы-студии МХАТ |
| 2015 | FROH                          | Михаил Рахлин                           |                                | Учебный театр школы-студии МХАТ |
| 2015 | #чёстихи                      | Александра Николаева, Сергей Сотников   |                                | Учебный театр школы-студии МХАТ |
| 2015 | 12 подвигов Гагарина          | Олег Глушков                            | Ирина, жена Гагарина           | Центр им. Мейерхольда           |
| 2016 | С любимыми не расставайтесь   | Георгий Сурков                          | Судья                          | Учебный театр школы-студии МХАТ |
| 2015 | 5 рассказов о любви           | Алла Сигалова                           |                                | Учебный театр школы-студии МХАТ |
| 2016 | Современный концерт           | Татьяна Пыхонина                        |                                | ИюльАнсамбль                    |
| 2018 | Баал                          | Иван Комаров                            | Ивлин Ру                       | ИюльАнсамбль                    |
| 2018 | Абьюз                         | Иван Комаров                            | Вера                           | Центр им. Мейерхольда           |
| 2017 | Честихи.любить                | Андрей Родионов, Екатерина Троепольская |                                | Практика                        |
| 2018 | Несколько разговоров о        | Тадас Монтримас                         | Она                            | Практика                        |
| 2017 | Лилиом                        | Аттила Веднянский Мл.                   | Госпожа Мушкат, старуха, Луйза | ИюльАнсамбль                    |
| 2018 | Розенкранц и Гильденстерн     | Павел Пархоменко                        | Гертруда, Офелия               | Боярские Палаты                 |
| 2017 | По Чехову. Три сестры         | Виктор Рыжаков                          | Наташа                         | ИюльАнсамбль                    |
| 2019 | Питер Пэн. Фантомные вибрации | Роман Феодори и Александр Андрияшкин    |                                | ИюльАнсамбль                    |
| 2018 | Нерж                          | Иван Комаров                            | Нерж                           | Пространство n0le               |
| 2021 | Живой                         | Виктор Рыжаков                          |                                | Театр Современник               |
| 2022 | Платонов.Болит                | Александр Молочников                    |                                | Театр на Малой Бронной          |
| 2023 | Клуб Разбитых Сердец          |                                         |                                |                                 |

## Фильмография
- 2010 — Дело Крапивиных
- 2011 — Раскол
- 2011 — Голубка
- 2013 — Стриптиз (короткометражный)
- 2014 — Кино про Алексеева
- 2016 — Вы все меня бесите
- 2017 — Нелюбовь — роль Лены (поисковик)
- 2018 — Всё сложно
- 2020 — Чики
- 2020 — Варя (короткометражный)
- 2020 — Трое
- 2021 — Петровы в гриппе
- 2021 — Жена Чайковского
- 2022 — КАШ (Qas)
- 2023 — Мир! Дружба! Жвачка! (третий сезон) — Маша
- 2023 — Микулай
- 2023 — Этюды о свободе II — Анна
- 2024 — Иные — медсестра

Роли в рекламе
| 2018 | Belka car — Жена Режиссёр: Артем Ортус                             |
| 2021 | Чикен Карри х Vivienne Sabo Режиссёр: Роман Ким и Александр Гудков |

## Озвучивание и дубляж
| 2008 | High school musical    |
| 2008 | Мультфильм «Феи»       |
| 2008 | Сериал «Hanna Montana» |

## Участие в музыкальных и телевизионных проектах
- Снялась беременная в музыкальном видео Ивана Дорна «COLLABA»[34][35].
- В 2017 году снялась в видео Антоха МС — «Спокойная ночь»[36].
- В 2017 сняла вместе со своим сыном Корнеем, в роли случайных прохожих в клипе группы СБПЧ — «Динозавр»[37].
- С 2020 года сотрудничает с Okko и агентством MORE в рекламной кампании «Когда мы дома»[38].
- В 2020 году снялась в клипе Светланы Лободы «Бум-Бум»[39][40], клип «Наади» на песню «Осколки»[41].
- В 2021 году снялась в клипе Zventa Sventana «На горе мак»[42].
- В 2021 году снялась в клипе Хаски «Реванш (OST „Петровы в гриппе“)».

## Награды и номинации
- Вошла в рейтинг Forbes самых перспективных россиян до 30 лет в области искусства[43].
- Диплом Кинотавра 2020 за короткометражный фильм «Варя» Ники Горбушиной — диплом «Варя, ты огонь»[44][45].
- Диплом жюри программы «Кинотавр. Короткий метр» (2020)[46].